# イントランス
株式会社イントランス（英文社名：Intrance Co., Ltd.）は、東京都渋谷区道玄坂に本社を置く日本の不動産デベロッパー。

## 概要
イントランスは、東京都区部の商業ビルやオフィスビル、住宅を中心に、中古不動産の再生事業や不動産管理事業を行う企業である。社名の由来はintelligence、trust、perseveranceから。2006年には東京証券取引所マザーズへの上場を果たしたが、リーマン・ショックで経営危機となった。その後、2018年に株式公開買付けで、ETモバイルジャパンが設立したインバウンドインベストメントの傘下となり、インバウンド事業に参入。子会社を通じて訪日外国人旅行客向け宿泊施設の運営などを行った。
インバウンド送客。

## 事業
- 不動産[16]
- 投資[17]
- インバウンド送客[18]
- ホテル運営[19][20]
  - 北海道ボールパークホテル（仮称:2027年3月開業予定）北広島市[21]
  - ホーム・ステイ・ユミハ沖縄 [22]
  - フォリオ・サクラ・心斎橋大阪[23]
  - ホーム・ステイ・湯河原旅館（神奈川）[24]
  - ホーム・ステイ・椛 三条 京都[25]
  - ホーム・ステイ・椛 四条 京都[26]
  - ホーム・ステイ・椛 嵐山 京都[27]
- 進行プロジェクト
  - 高雄旅館（京都）
  - 下京区町家民泊ホテル（京都）
  - 秋葉原宿泊特化型ホテル（東京）
  - 西新宿一棟貸しホテル（東京）
  - 梅田シティホテル（大阪）
  - 箱根強羅一棟貸しホテル（神奈川）
  - 和歌山マリーナシティホテル（和歌山）
  - 鹿児島宿泊特化型ホテル案件（鹿児島）
  - ONE@TOKYO（東京）
  - WE Hotel Toya（北海道）
- 飲食[28]
  - ホテル併設飲食店（東京）
  - 旭川飲食店（北海道）
  - 宇都宮オリオン横丁(栃木)

## 沿革
- 1998年 渋谷区初台で不動産仲介業及びコンサルティング業の株式会社イントランスを設立[29]。
- 2003年 渋谷区東に本社を移転[29]。
- 2006年 東京証券取引所マザーズに上場[29]。
- 2009年 道玄坂に本社を移転[29]。
- 2016年 和歌山マリーナシティの一部を取得し、統合型リゾートの開発準備を開始[30]。
- 2021年 コロナ禍で和歌山マリーナシティに関する信託受益権を売却[31][32]。
- 2025年7月14日、新潟県津南町のニュー・グリーンピア津南の売却、優先交渉先に選定される〈英国系ブランドホテル誘致の方向〉[33][34][35][36][37]。